# Olenidae
Olenidae är en familj trilobiter från yngre kambrium, vilka utgöra ledfossil för dess olika zoner.
De förekommer i Skandinavien, Storbritannien och östra delen av Nordamerika. Familjen är rik på arter och i Sverige är 58 arter funna. Olenidae har en betydligt större huvud än dess lilla pygidium. Facialsuturen, utgående från huvudet har ögonlober med små ögon och 12-22 leder i kroppen.